# Newport (Arkansas)
Newport – miasto w Stanach Zjednoczonych, w stanie Arkansas, siedziba hrabstwa Jackson.

## Demografia
W 2000 roku liczyło 7811 mieszkańców. W roku 2023 liczba mieszkańców wzrosła do 8089 osób, a gęstość zaludnienia do 234,5 osoby/km².